# Diomondi
Diomondi (llamada oficialmente San Paio de Diomondi) es una parroquia y una aldea española del municipio de Saviñao, en la provincia de Lugo, Galicia.

## Otras denominaciones
La parroquia también es conocida por el nombre de San Pelaxio de Diomondi.

## Límites
Limita con las parroquias de  Ribas de Miño al norte, Louredo al este, Mourelos al sur, y con el municipio de Chantada al oeste, concretamente con sus parroquias de Riba, Camporramiro, Belesar, Líncora y San Félix de Asma.

## Organización territorial
La parroquia está formada por catorce entidades de población, constando once de ellas en el nomenclátor del Instituto Nacional de Estadística español:
- A Casanova
- A Costa
- A Portela
- As Cortes
- Belesar
- Bexán
- Diomondi
- Galegos
- Millarada
- Montecelo
- Outeiro
- Piñeiro
- Salcedo
- Ver

## Demografía

### Parroquia
| Gráfica de evolución demográfica de Diomondi (parroquia) entre 2000 y 2021 |
|                                                                            |
| Datos según el nomenclátor publicado por el INE.                           |

### Aldea
| Gráfica de evolución demográfica de Diomondi (aldea) entre 2000 y 2021 |
|                                                                        |
| Datos según el nomenclátor publicado por el INE.                       |

## Lugares de interés

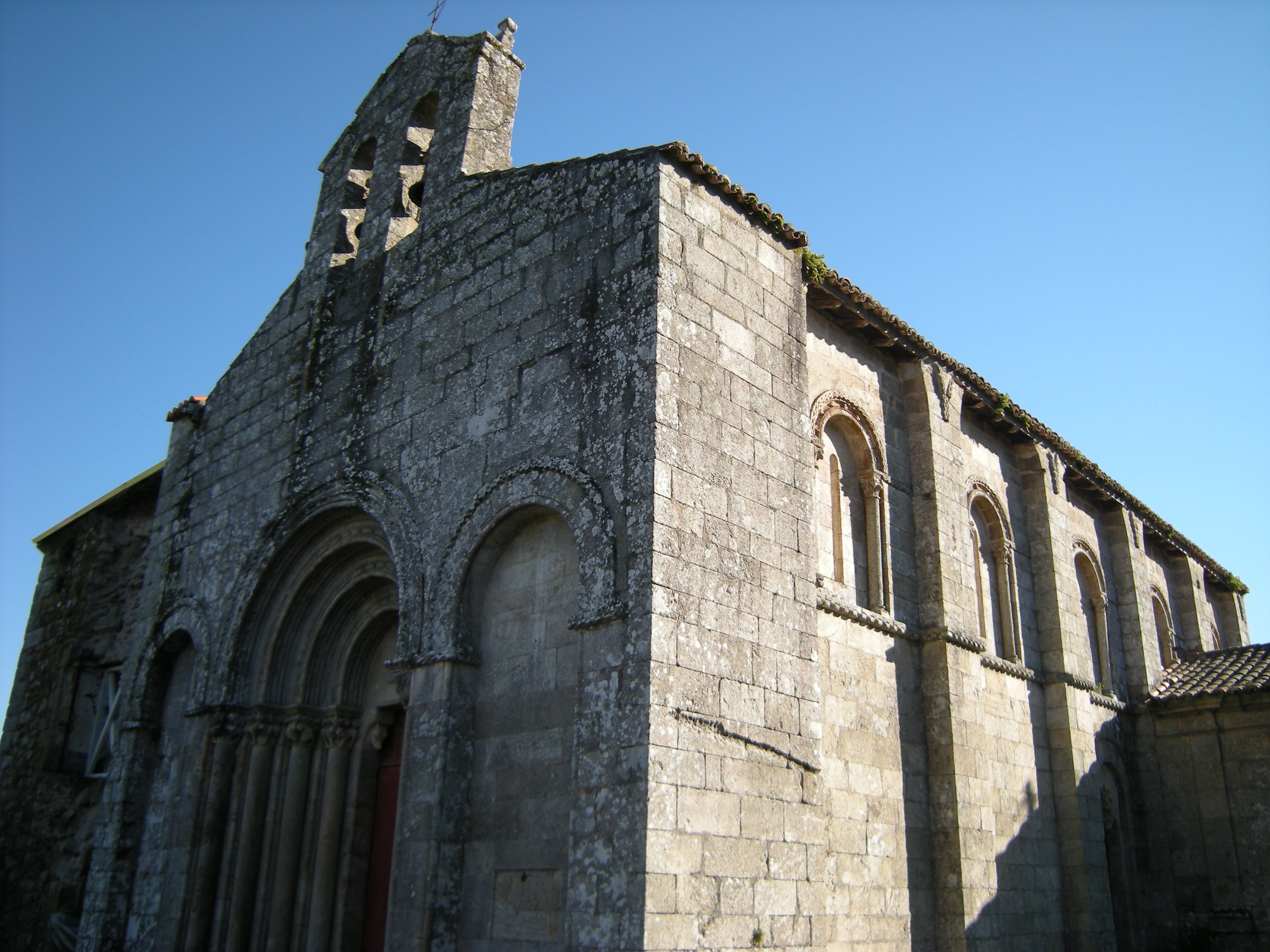
Iglesia de San Paio de Diomondi

- Iglesia de San Paio de Diomondi, románica.
- Pazo das Cortes, situado frente a la iglesia. Tiene planta en forma U y adosada una capilla dedicada a Nuestra Señora de la Asunción. Junto a la portada tiene los escudos de los Somoza, del siglo XVIII.